# Arno Babadjanian

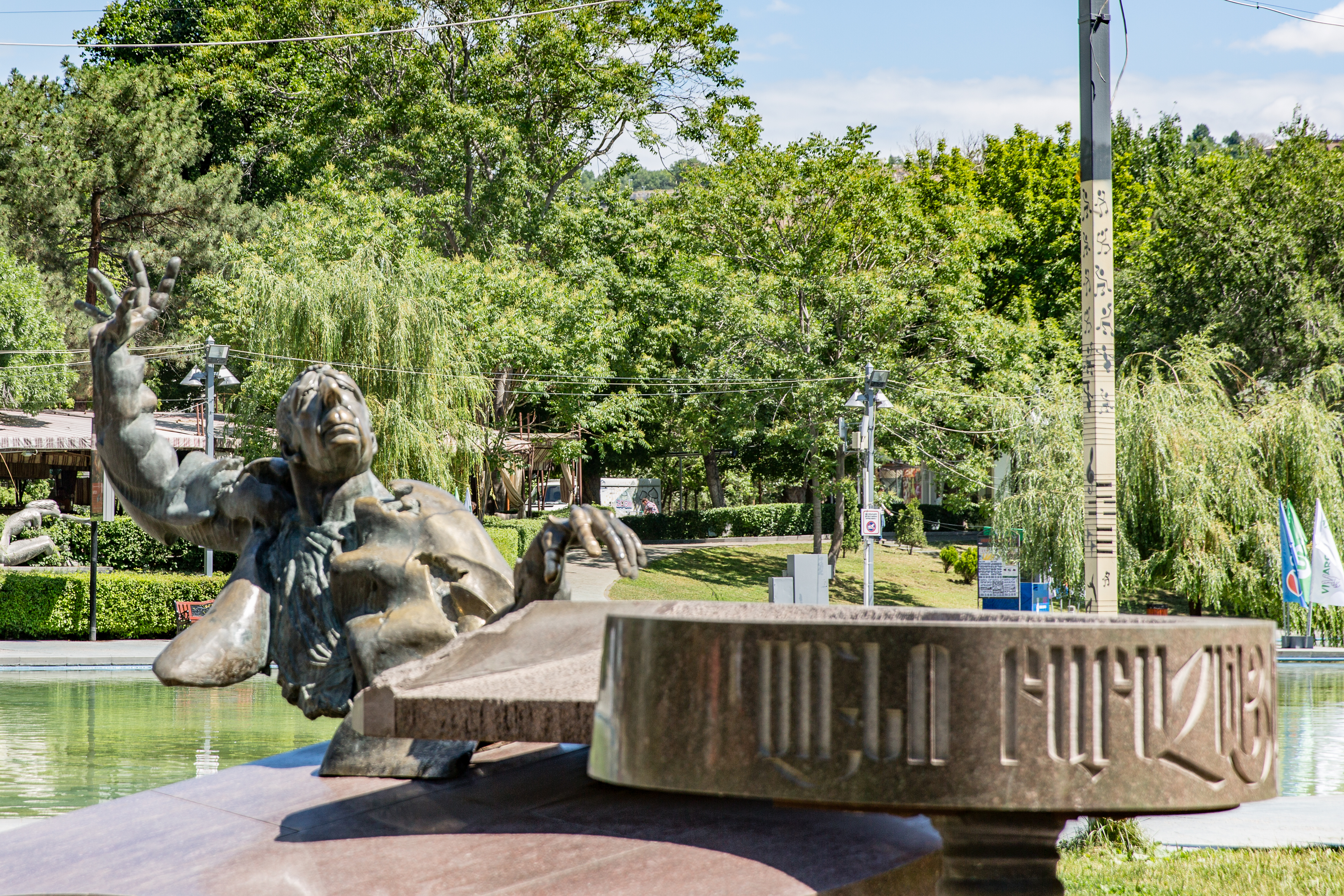
Estàtua d'Arnó Babadjanian a Erevan.

Arnó Arutiúnovitx Babadjanian, rus: Арно́ Арутю́нович Бабаджаня́н, armeni: Առնո Հարությունի Բաբաջանյան, Arno Harutiuni Babadjanian, AFI /ɛ́rnoβaβaʤáɲan/(Yerevan, 22 de gener de 1921 - Moscou, 11 de novembre de 1983) fou un compositor i pianista soviètic armeni. Va formar part del Grup dels cinc armenis.

## Biografia

### Estudis i primeres composicions
De pare matemàtic de professió i flautista de la música tradicional armènia, des de ben petit Arnó va mostrar habilitats musicals. A 3 anys va començar a tocar un antic harmònium a casa. El 1926, el seu talent va ser notat per Aram Khatxaturian, durant una visita educativa a l'escola, i aquest li recomanà d'estudiar música.
El 1928 va ingressar al Conservatori de Yerevan, en el grup de nens amb dots musicals. Va escriure la seva primera composició, la Marxa de pioners, a nou anys. Demostrà estar dotat d'una excel·lent memòria i era un molt bon lector a primera vista. Al piano, se l'encoratjava per la qualitat de la seva interpretació i per la seva delicadesa tècnica. A 12 anys, va obtenir el primer premi al Concurs nacional per a joves músics de la República d'Armènia, on va interpretar la Quarta Sonata de Ludwig van Beethoven i el Rondo Capriccioso de Felix Mendelssohn.
Després de graduar-se a l'escola de música del Conservatori de Yerevan el 1935, va ingressar al conservatori a les facultats de piano i composició (classes de Sarguis Barkhudarian i Vardkes Talian.
El 1938 es va traslladar a Moscou i va ingressar immediatament a l'Escola de Música Gnessin, on es va graduar a les classes de piano amb Ielena Gnéssina i a la classe de composició amb Vissarion Xebalín. Després de graduar-se a l'escola, va ingressar al Conservatori P.I. Txaikovski (classe especial de piano de Borís Berlin).
Al començament de la Segona Guerra Mundial va ser mobilitzat per treballar defensivament a prop de Smolensk. A finals de 1941 va ser evacuat amb el conservatori de Moscou a Saràtov.
Des del 1942 va estudiar al Conservatori de Yerevan. El 1947 s'hi va llicenciar, i l'any següent va tornar a Moscou, on continuà els seus estudis al Conservatori de Moscou, al penúltim curs del departament de piano, amb Konstantín Igúmnov.
Des de 1943 fou membre de la Unió de Compositors Soviètics.
Babadjanian es va llicenciar en piano i composició el 1948. Va tornar a Armènia i va ensenyar al Conservatori de Yerevan del 1950 al 1956. Va ser allà on va compondre, el 1950, la Balada heroica per a piano i orquestra, que seria guardonada amb el Premi Stalin el 1951 i la Rapsòdia armènia per a dos pianos. L'any següent, va escriure el seu Trio per a violí, violoncel i piano en fa sostingut menor, que enregistrarà amb David Óistrakh al violí i Sviatoslav Knuixevitski al violoncel.

### Carrera
Les seves influències són diverses i inclouen jazz, rock 'n' roll, música clàssica i música tradicional armènia.
Va guanyar notorietat després d'escriure la cançó del títol per a la pel·lícula Cançó del primer amor, armeni: Առաջին սիրո երգը, el 1958. Aquesta cançó es va fer popular i es va emetre a la ràdio armènia. Després va escriure diverses cançons amb poetes com Ievtuixenko, Rojdéstvenski, Voznessenski o Akhmadúlina. Posteriorment, també va col·laborar amb el cantant Müslüm Maqomayev per a diversos enregistraments. Müslüm Maqomayev també ha interpretat diverses de les seves cançons, com Svadba (Свадьба, El casament), Lutsxi górod Zemlí (Лучший город Земли, La millor ciutat de la Terra) o Blagadoriu tebià (Благодарю тебя, T'ho agraeixo).

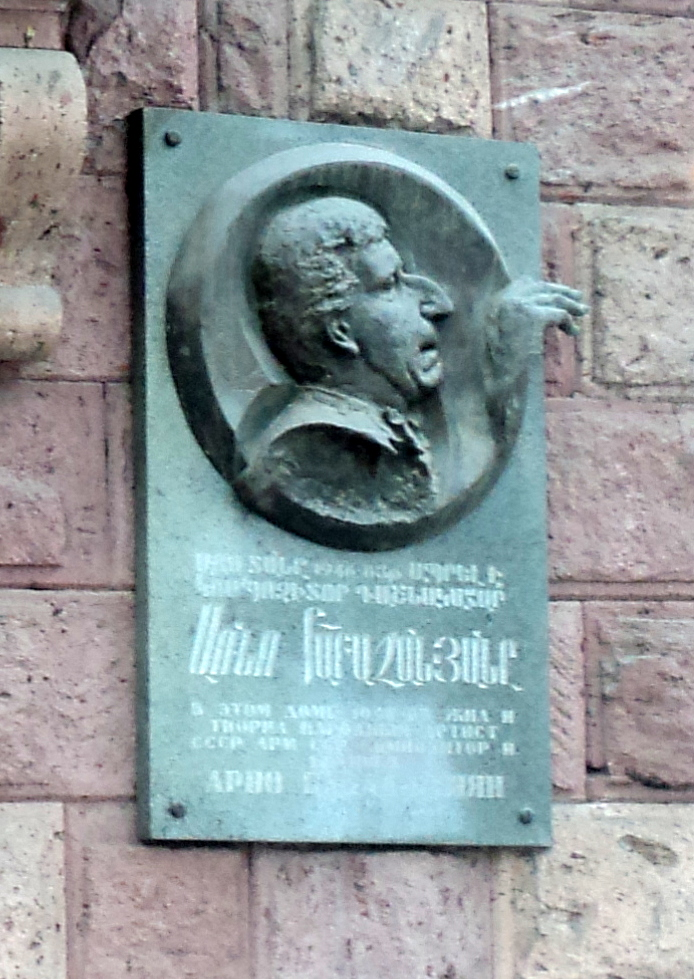
Placa d'Arno Babadjanian a Erevan

Es va convertir en membre del Partit Comunista el 1956. El mateix any, se li va concedir l'Orde de la Bandera Roja del Treball.
El 1959 va compondre un concert de violoncel dedicat a Mstislav Rostropóvitx. El 1965, va escriure Sis imatges per a piano. Després es va dedicar a la docència i a la seva activitat concertística.
Va ser guardonat amb el títol d'Artista del Poble de la República Socialista Soviètica d'Armènia el 1962 i després, el 1971, rebé el títol d'Artista del Poble de l'URSS. El 1981 va rebre l'Orde de Lenin.
L'artista morí a conseqüència d'una leucèmia l'11 de novembre del 1983. És inhumat al cementeri central d'Erevan.

## Monument
Al setembre del 2002, es va erigir un monument a Erevan en homenatge a Babadjanian. És una estàtua que representa el compositor tocant el piano. Aquesta estàtua és controvertida a causa de les opcions artístiques realitzades per l'escultor.

## Discografia
- The Return : Prélude, Mélodie, Élégie i Vagharshapat et danse (amb un programa de Rakhmàninov) ; Raffi Besalyan (piano), (Enregistrat del 29 d'abril a l'1 de maig del 2014), SACD Dorian (Sono Luminus DSL-92187), 2015 OCLC 929652429
- Trio per a piano en fa sostingut menor (amb el trio per a piano de Txaikovski) ; Vadim Gluzman (violí), Johannes Moser (violoncel), Eugeny Sudbin (piano), SACD Bis, 2020 - Diapason d'or